# The Lady Thief and the Baffled Bobbies
The Lady Thief and the Baffled Bobbies è un cortometraggio muto del 1903 diretto da Percy Stow.

## Trama
Un ladro di gioielli ruba dei diamanti. Travestito da elegante dama, passa sotto il naso dei poliziotti mentre sale sul treno. Solo in quel momento gli agenti si rendono conto che quello è un uomo, ma non riescono a salire in carrozza e il treno parte con il ladro a bordo. Alla stazione di arrivo, nuovi agenti scrutano con attenzione ogni donna che scende. Questa volta, però, il ladro ha ripreso i suoi abiti normali e beffa nuovamente la polizia, ancora alla ricerca di una donna.

## Produzione
Il film fu prodotto dalla Hepworth.

## Distribuzione
Distribuito dalla Hepworth, il film - un cortometraggio della lunghezza di 64,8 metri - uscì nelle sale cinematografiche britanniche nel gennaio 1903. Nel settembre dello stesso anno, fu distribuito anche negli Stati Uniti dall'American Mutoscope & Biograph e poi, nel 1905, attraverso la Kleine Optical Company.
Si pensa che sia andato distrutto nel 1924 insieme a gran parte degli altri film della Hepworth. Il produttore, in gravissime difficoltà finanziarie, pensò in questo modo di poter almeno recuperare l'argento dal nitrato delle pellicole.